# 飯塚麻結
飯塚 麻結（いいづか まゆ、1996年4月15日 - ）は、日本の女性声優。埼玉県出身。サンミュージックプロダクション所属。

## 経歴
年の離れた兄と姉がいたため、物心ついた頃からアニメを観ることが多かったという。小学5年生の時にテレビアニメ『テニスの王子様』を見ていた時にエンドロールで女性の名前が流れていたのを見て、「どういうこと？ 」と姉に聞いたところ、女性声優でも男子の役も演じることができる、性別関係なく役を演じられる仕事だと知り、声優になりたいと思ったという。
クラーク記念国際高等学校 クリエイティブコース 声優・放送専攻卒業。高校1年生の時から声優としての活動を行い、2年生の時にはJTBエンタテインメントの所属となる。アニメだけなく、歌、舞台、ラジオ、ニコ生、雑誌などで幅広く活躍。4月から大学へ進学。中学時代は、吹奏楽部に所属していた。
2017年1月からサンミュージックプロダクション所属。
2019年より声優ユニット「DIALOGUE+」にメンバーとして参加する。
2022年1月29日、2.3次元VTuberとして2018年から活動している琴吹ゆめの「中の人」であったことを公開した。

## 人物
趣味は農業、酒、Barめぐり、グミ、ベース(練習中)。
特技はウィンク、口笛(練習中)、身体中の関節が柔らかい。

## 出演
太字はメインキャラクター。

### テレビアニメ
2012年
- ちとせげっちゅ!!（女生徒） - ノンクレジット
- 新世界より（バケネズミ） - ノンクレジット

2013年
- AMNESIA（イッキファン2）
- リコーダーとランドセル ミ☆（川内さん、鯉、キャスト）
- フリージング ヴァイブレーション（アンナ・バーカー、インタビュアーB、研究員B、パンドラB、オペレーター、CUS・Bパンドラ）
- うたの☆プリンスさまっ♪ マジLOVE2000%（女の子、子供） - ノンクレジット
- フォトカノ  - ノンクレジット

2014年
- 桜Trick（新村茜）
- 僕らはみんな河合荘（千夏の友達B）
- グラスリップ（水泳部員D）
- デンキ街の本屋さん（うまなみちゃん、おのみちゃん）
- 魔法戦争  - ノンクレジット

2015年
- GON-ゴン-（くまりん）
- ミリオンドール（りな）

2016年
- ネトゲの嫁は女の子じゃないと思った?（西村瑞姫、生徒達、女子C、メイドB）

2018年
- ラストピリオド -終わりなき螺旋の物語-（ワルキューレ）

2021年
- ひげを剃る。そして女子高生を拾う。（周囲の人々）

2022年
- CUE!（恵庭あいり）

2024年
- 休日のわるものさん（スタッフ）
- 菜なれ花なれ（小学生）

2026年
- 勇者刑に処す 懲罰勇者9004隊刑務記録（テオリッタ）
- ヘルモード 〜やり込み好きのゲーマーは廃設定の異世界で無双する〜（クレナ）

### OVA
- たまゆら〜卒業写真〜（2015年 - 2016年、前川すずね[13]）- 全4部

### ゲーム
2013年
- 海賊ファンタジア（姉妹剣セナ・アトラス、真一文字セナ・アトラス、海上の道標アンリ）

2014年
- ヒーローズプレイスメント（東雲陽子、羽枝久香、坂出美汐）
- UNDER NIGHT IN-BIRTH（2014年 - 2024年、ナナセ） - 4作品

2015年
- レーシング娘。（横浜千桜里）

2016年
- 刻のイシュタリア（氷結の魔女フルール）

2019年
- Tokyo 7th シスターズ（荒木レナ〈2代目〉）
- CUE!（恵庭あいり）

2020年
- ラストピリオド -終わりなき螺旋の物語-（ワルキューレ）

2021年
- モンスターストライク（秋色みかく三姉妹）

### ドラマCD
- ミリオンドール 第6巻付属ドラマCD「ミリオンドールnextbeat」（2020年、りな）

### ラジオ
- 文化放送「智一・美樹のラジオビッグバン」(15代目アシスタント【第13期BGP】)
- 「モモグラジ（仮）」「ふぇありーわんだーらんど」（MC)

### イベント
- 東京ハイビーム・四谷天窓提携企画ロングラン公演『私を殺して...』イベント　東京ハイビームトークショー　(2017年10月6日・四谷天窓）

### 舞台
- J-VOICE PJT 第4回公演 朗読劇　「ハックルベリーにさよならを」（アベチカコ）
- 東京ハイビームvol.10『SHORT GUN SECOND SHOT』(2016年11月、作：鈴木アツト、笠井健夫、清野拓人、鹿目由紀、吉村ゆう、演出：吉村ゆう)
- 東京ハイビーム・四谷天窓提携企画ロングラン公演『私を殺して...』(2017年7月 - 10月、脚本：イ・フンクック、脚色.演出：吉村ゆう) - 女子高生役(今井瞳・清水瑠菜・青野楓花・村上真衣と日替わり)
- 東京ハイビームvol.12『SHORT GUN THIRD SHOT』 オムニバス公演（2017年12月、作：鈴木アツト・鹿目由紀・清野拓人・中澤功・吉村ゆう、演出：吉村ゆう） - 『ムギちゃん、ハルちゃん、五万円』 ユイカ役/『ゴーストよ、こんにちわ』すず役
- ヒロセプロジェクト HIROSE PROJECT LIVE vol.23『キミと星空』(2017年12月13日 - 17日、ラゾーナ川崎プラザソル) -星組 ルミナ 役
- アリスインプロジェクト「クォンタムメモリーズ」（2018年10月3日 - 8日、新宿村LIVE） - 星組 笹本晴希 役
- キミに贈る朗読会「サトラレ〜the reading〜 Vol.8」（2021年10月9日 - 10日、MsmileBOX 渋谷[19]）
- マッチングアプリ:アップルボム(仮)（2023年7月26日 - 30日、シアターサンモール）- 春子 役
- キミに贈る朗読会「きれいで かわいい きみがすき」（2024年2月10日 - 12日、MsmileBOX渋谷[20]）
- LIAR GAME murder mystery「爆発廃工場 〜犯人の挑戦状〜」「首切りホテル 〜最後の夜宴〜」（2024年6月14日、飛行船シアター）[21]
- キミに贈る朗読会「今夜、きみの声が聴こえる Vol.2」（2024年7月27日 - 28日、MsmileBOX渋谷[22]）

### WEB
- 「ニコニコゲーム実況チャンネル」【公式】NGC「戦国BASARA4」生放送
- 「飯塚麻結と田中音緒の放課後ななじかんめ！」（2021年6月28日 - 現在）

### 雑誌
- 「声優パラダイスR」連載「りかポリ！」

### テレビ番組
- ゲーム★マニアックス (2018年4月7日-) - マックス★ガールズ

### CM
- アキレス「瞬足」TVCM（2023年、ハナ）[23]

## ディスコグラフィ

### キャラクターソング
| 発売日   | 商品名                                      | 歌                     | 楽曲 | 備考                                             |
| 2015年   | 2015年                                      | 2015年                 | 2015年 | 2015年                                           |
| -------- | ------------------------------------------- | ---------------------- | --- | ------------------------------------------------ |
| 8月26日  | Dreamin'× Dreamin'!!                        | イトリオ               | 「Dreamin'× Dreamin'!!」                                                                                       | テレビアニメ『ミリオンドール』オープニングテーマ |
| 8月26日  | Dreamin'× Dreamin'!!                        | イトリオ               | 「Sweet berry, Strawberry♡」                                                                                   | テレビアニメ『ミリオンドール』挿入歌             |
| 2019年   |                                             |                        | |                                                  |
| 6月19日  | ミツバチ                                    | Le☆S☆Ca                | 「ミツバチ」 「ひよこのうた」                                                                                  | ゲーム『Tokyo 7th シスターズ』関連曲             |
| 11月27日 | Forever Friends                             | AiRBLUE                | 「Forever Friends」                                                                                            | ゲーム『CUE!』オープニングテーマ                 |
| 11月27日 | Forever Friends                             | AiRBLUE                | 「さよならレディーメイド」                                                                                     | ゲーム『CUE!』関連曲                             |
| 11月27日 | Forever Friends                             | Bird                   | 「Forever Friends」                                                                                            | ゲーム『CUE!』関連曲                             |
| 2020年   |                                             |                        | |                                                  |
| 1月22日  | にこにこワクワク 最高潮！                   | Bird                   | 「にこにこワクワク 最高潮！」 「ドリ☆アピ」 「our song」                                                       | ゲーム『CUE!』関連曲                             |
| 3月18日  | Le☆S☆Ca                                     | Le☆S☆Ca                | 「YELLOW」 「Behind Moon」 「トワイライト」 「タンポポ」 「ひまわりのストーリー」 「SUN SUN SUN」              | ゲーム『Tokyo 7th シスターズ』関連曲             |
| 3月25日  | beautiful tomorrow                          | AiRBLUE                | 「beautiful tomorrow」 「私たちはまだその春を知らない」                                                        | ゲーム『CUE!』関連曲                             |
| 3月25日  | beautiful tomorrow                          | Bird                   | 「beautiful tomorrow」                                                                                         | ゲーム『CUE!』関連曲                             |
| 8月26日  | Colorful/カレイドスコープ                   | AiRBLUE                | 「Colorful」 「カレイドスコープ」                                                                              | ゲーム『CUE!』関連曲                             |
| 8月26日  | Colorful/カレイドスコープ                   | Bird                   | 「Colorful」                                                                                                   | ゲーム『CUE!』関連曲                             |
| 9月16日  | Override!                                   | Bird                   | 「Override!」 「ハミングバード」 「CUTE♡CUTE♡CUTE♡」                                                           | ゲーム『CUE!』関連曲                             |
| 2021年   |                                             |                        | |                                                  |
| 1月6日   | 最高の魔法                                  | AiRBLUE                | 「最高の魔法」 「白い沿線」                                                                                    | ゲーム『CUE!』関連曲                             |
| 1月6日   | 最高の魔法                                  | Bird                   | 「最高の魔法」                                                                                                 | ゲーム『CUE!』関連曲                             |
| 4月21日  | Talk about everything                       | AiRBLUE                | 「CUTE♡CUTE♡CUTE♡」 「ミライキャンバス」 「our song」 「Radio is a Friend!」 「マイサスティナー」 「雫の結晶」 | ゲーム『CUE!』関連曲                             |
| 12月14日 | 恋をして                                    | Le☆S☆Ca                | 「恋をして」                                                                                                   | ゲーム『Tokyo 7th シスターズ』関連曲             |
| 2022年   |                                             |                        | |                                                  |
| 1月26日  | スタートライン/はじまりの鐘の音が鳴り響く空 | AiRBLUE                | 「スタートライン」                                                                                             | テレビアニメ『CUE!』オープニングテーマ           |
| 1月26日  | スタートライン/はじまりの鐘の音が鳴り響く空 | AiRBLUE                | 「はじまりの鐘の音が鳴り響く空」                                                                               | テレビアニメ『CUE!』エンディングテーマ           |
| 1月26日  | スタートライン/はじまりの鐘の音が鳴り響く空 | AiRBLUE                | 「空合ぼくらは追った」                                                                                         | 『CUE!』関連曲                                   |
| 1月26日  | スタートライン/はじまりの鐘の音が鳴り響く空 | Bird                   | 「スタートライン」 「はじまりの鐘の音が鳴り響く空」                                                            | 『CUE!』関連曲                                   |
| 3月16日  | CUE! BD第1巻 きゃにめ特典CD                 | 恵庭あいり（飯塚麻結） | 「Forever Friends」                                                                                            | 『CUE!』関連曲                                   |
| 4月20日  | CUE! BD第2巻特典CD                          | 恵庭あいり（飯塚麻結） | 「beautiful tomorrow」 「Colorful」 「最高の魔法」 「ミライキャンバス」                                        | 『CUE!』関連曲                                   |
| 4月20日  | CUE! BD第2巻 きゃにめ特典CD                 | 恵庭あいり（飯塚麻結） | 「さよならレディーメイド」                                                                                     | 『CUE!』関連曲                                   |
| 6月15日  | CUE! BD第4巻 きゃにめ特典CD                 | 恵庭あいり（飯塚麻結） | 「スタートライン」 「はじまりの鐘の音が鳴り響く空」                                                            | 『CUE!』関連曲                                   |

### その他参加作品
| 発売日        | 商品名                               | 歌                   | 楽曲                         | 備考                                               |
| ------------- | ------------------------------------ | -------------------- | ---------------------------- | -------------------------------------------------- |
| 2012年11月7日 | ちとせげっちゅ!!キャラクターソング集 | 山口立花子、飯塚麻結 | 「千年-ちとせ-アイラビュー」 | テレビアニメ『ちとせげっちゅ!!』エンディングテーマ |

### ユニットメンバー
1. ↑  松井恵理子、渡部優衣、飯塚麻結
2. 1 2 3  上杉・ウエバス・キョーコ（井上ほの花）、荒木レナ（飯塚麻結）、西園ホノカ（植田ひかる）
3. 1 2 3 4 5 6  六石陽菜（内山悠里菜）、鷹取舞花（稗田寧々）、鹿野志穂（守屋亨香）、月居ほのか（緒方佑奈）、天童悠希（鷹村彩花）、赤川千紗（宮原颯希）、恵庭あいり（飯塚麻結）、九条柚葉（村上まなつ）、夜峰美晴（安齋由香里）、神室絢（松田彩希）、宮路まほろ（山口愛）、日名倉莉子（鶴野有紗）、丸山利恵（立花日菜）、宇津木聡里（小峯愛未）、明神凛音（佐藤舞）、遠見鳴（土屋李央）
4. 1 2 3 4 5 6  天童悠希（鷹村彩花）、赤川千紗（宮原颯希）、恵庭あいり（飯塚麻結）、九条柚葉（村上まなつ）

### シリーズ一覧
1. ↑  『exe:Late』（2014年） - PlayStation 3版、『exe:Late[st]』（2015年 - 2017年）、『exe:Late[cl-r]』（2020年）、『Ⅱ Sys:Celes』（2024年）